# ARV Aviation Super2
Die ARV Aviation Super2 ist ein zweisitziges Schulflugzeug mit negativer Pfeilung des britischen Herstellers ARV.

## Geschichte und Ausstattung
Bei der Planung und dem Bau dieses Hochdeckers standen gute Flugeigenschaften und ein niedriger Verkaufspreis im Vordergrund. Den Erstflug absolvierte die ARV Aviation Super2 im März 1985. Zum Anfang der Produktion traten vereinzelt Probleme mit dem neuentwickelten Zweitakt-Dreizylindermotor auf. Diese Maschine hat ein Flugwerk, das zum großen Teil aus Aluminium besteht, und ein starres Bugradfahrwerk. Das Flugzeug wurde später auch als Bausatz angeboten.

## Technische Daten
| Kenngröße            | Daten                                        |
| -------------------- | -------------------------------------------- |
| Besatzung            | 2                                            |
| Länge                | 5,49 m                                       |
| Spannweite           | 8,69 m                                       |
| max. Startmasse      | 474 kg                                       |
| Antrieb              | ein Hewland Engineering AE.75; 57 kW (77 PS) |
| Reisegeschwindigkeit | 172 km/h                                     |
| Reichweite           | 500 km                                       |